# 了墩黄耆
了墩黄耆（学名：Astragalus lioui）为豆科黄芪属的植物。分布于中国大陆的内蒙古、甘肃、宁夏、新疆等地，生长于海拔1,500米至1,800米的地区，一般生长在戈壁荒漠，目前尚未由人工引种栽培。

## 别名
刘氏黄芪（中国主要植物图说 豆科）